# Roberto Di Cosmo
Roberto Di Cosmo (Parma, 1963) è un informatico italiano, noto per il suo contributo al movimento del software libero e open source, per la creazione di DemoLinux e per la fondazione di Software Heritage.

## Biografia
Roberto Di Cosmo si è laureato presso la Scuola Normale Superiore di Pisa e ha conseguito il dottorato di ricerca all'Università di Pisa. Ha avviato la carriera accademica come professore ordinario all'École normale supérieure di Parigi e, successivamente, presso l'Università Paris Diderot.
Dal 2010 dirige l'IRILL (Initiative pour la Recherche et l'Innovation sur le Logiciel Libre), un centro dedicato alla ricerca e all'innovazione sul software libero. È stato tra i primi membri dell'AFUL, l'associazione francese degli utenti di Linux e software libero, e sostiene attivamente il movimento open source.
Nel 1998 ha pubblicato, insieme a Dominique Nora, il saggio Piège dans le cyberespace (Hijacking the World: The Dark Side of Microsoft), una critica a Microsoft che ha attirato ampia attenzione. Il libro, ora distribuito con licenza Creative Commons BY-NC-ND, ha consolidato la sua notorietà.
Tra le sue innovazioni spicca DemoLinux, la prima distribuzione Linux "live" (2000-2002), che consentiva di utilizzare Linux direttamente da un CD-ROM senza installazione. Inoltre, ha fondato e presieduto il gruppo tematico sull'open source all'interno del polo di innovazione Systematic Paris-Region.
Il 30 giugno 2016, l'Inria ha annunciato la creazione di Software Heritage, una biblioteca universale del codice sorgente progettata e guidata da Roberto Di Cosmo.

## Opere
- Isomorphisms of Types, Birkhäuser, 1994, ISBN 978-1461275855
- Le Hold-Up Planetaire. La Face Cachee De Microsoft, Calmann-Lévy, 1998, ISBN 978-2702129234
- Manifeste pour une Création Artistique Libre dans un Internet Libre, Lulu.com, 2011, ISBN 978-1445795676
- Open Source Systems: Towards Robust Practices, Springer, 2017, ISBN 978-3319577340